# بحران سیاسی ۲۰۲۱–۲۰۲۲ عراق
بین انتخابات پارلمانی در اکتبر ۲۰۲۱ و اکتبر ۲۰۲۲، یک بحران سیاسی در عراق رخ داد که اعضای مجلس عراق نتوانستند رئیس‌جمهور جدید را انتخاب یا دولت ائتلافی باثباتی را تشکیل دهند. خدمات اساسی دولتی مانند خدمات ملکی و ارتش به کار خود ادامه دادند، اما نظام سیاسی ملی، تقریباً در مورد تمام مسائل عمده هزینه‌ها و مالیات‌ها در بن‌بست بود. در ۲۷ اکتبر ۲۰۲۲، دولت نخست‌وزیر، محمد شیاع السودانی توسط مجلس تصویب شد.